# Kaestneria bicultrata
Kaestneria bicultrata är en spindelart som beskrevs av Chen och Yin 2000. Kaestneria bicultrata ingår i släktet Kaestneria och familjen täckvävarspindlar. Inga underarter finns listade i Catalogue of Life.